# Дивља мачка (ТВ серија)
Дивља мачка (шп. La gata) мексичка је теленовела, продукцијске куће Телевиса, снимана 2014.
У Србији је приказивана током 2014. и 2015. на телевизији Прва.

## Синопсис
Есмералда, познатија као Мачка одрасла је у депонији на предграђу окружена нехуманим животним условима. Одмалена је живела са Доња Ритом, која ју је искоришћавала тако што ју је слала на улицу да проси и продаје слаткише не би ли „зарадила за живот“. Тада упознаје Пабла, младог богаташа који се брине за њу и покушава да јој помогне иза мајчиних леђа. Лоренса, његова мајка, ипак на Мачку гледа са висине и са предрасудама. Временом, Есмералда израста у прелепу девојку, и мада је и даље сиромашна, увек се труди да буде дотерана за Пабла, који не схвата да она почиње да му се допада. Када коначно то призна себи и Есмералди, говори родитељима да ће је оженити и обезбедити јој сигуран и лагодан живот. Отац Агустин, иако се наизглед не слаже са његовом одлуком, чини све да Пабло не добије посао не би ли се осамосталио, док његова мајка настоји да га зближи са богаташицом Моником. Агустин га за то време убеђује да упише мастер студије у иностранству, тврдећи да ће му тако бити лакше да нађе посао и ожени Есмералду. Она је повређена Пабловом одлуком да пристане на тај предлог, али наивно верује његовим родитељима, те га пушта да оде. Ипак, пре него што ће је напустити, они се тајно венчавају да никоме не би дозволили да стане на пут њиховој љубави.
Ускоро, Есмералда сазнаје да је трудна, али Доња Рита, Аугустино и Лоренса не дозвољавају јој да ступи у контакт са Паблом како би га обавестила. Уместо тога, наводе Пабла да помисли да га је она преварила а он њу оставио због друге. Остављена од свих, Есмералда ослонац проналази у Харочи, жени која ју је увек штитила од Доња Рите и лудој, али добродушној Фели. Оно што она не зна јесте да јој је управо Фела мајка. Она се у ствари зове Бланка, а полудела је након што јој је ћерка нестала, а муж послат у затвор под оптужбом да је убио човека. Иза свега у ствари стоји Агустин, који га је и послао у затвор, а Есмералду дао Доња Рити.
Есмералда рађа близанце, али не може ни да замисли агонију која јој се спрема. Доња Рита је приморава да се уда за „Италијана“, мушкарца оптерећеног само тиме да купи њену љубав. Она мора да пристане на ту непристојну понуду јер јој се једно од деце разболи и потребан јој је новац. Напокон прошлост и садашњост се срећу, Есмералдин отац Фернандо пуштен је из затвора и заклиње се да ће се осветити свима који су га повредили. Пабло се враћа у земљу спреман да се ожени Моником, и даље верујући да га је Есмералда преварила. Есмералдин живот, међутим, мења се из корена, али љубав коју и даље осећа према Паблу учиниће је снажном и самоувереном женом спремном да се бори за оног кога истински воли.

## Глумачка постава

### Главне улоге
| Глумац:        | Улога:                                            |
| -------------- | ------------------------------------------------- |
| Маите Перони   | Есмералда де ла Сантакруз Браво дел Кастиљо Мачка |
| Данијел Аренас | Пабло Мартинес Негрете                            |

### Споредне улоге
| Глумац:               | Улога:                                 |
| --------------------- | -------------------------------------- |
| Лаура Сапата          | Лоренса Негрете де Мартинес            |
| Ерика Буенфил         | Бланка де ла Сантакруз / Фела (Лудача) |
| Паулина Давила        | Миреја                                 |
| Хорхе Поса            | Маријано Мартинес Негрете              |
| Палома Руиз де Алда   | Моника Елизалде Кастањеда              |
| Марилуз Бермудез      | Вирхинија Мартинез Негрете             |
| Пјер Луис             | Сентавито                              |
| Хуан Вердуско         | Агустин Мартинез                       |
| Алехандра Роблес Хил  | Инес                                   |
| Алехандро Томаси      | Ное                                    |
| Пилар Пељисер         | Доња Рита                              |
| Летисија Пердигон     | Ребека                                 |
| Мануел Охеда          | Фернандо де ла Сантакруз Ћутљиви       |
| Карлос Бонавидес      | Доменико Алмонте                       |
| Ланис Гереро          | Дамијан                                |
| Хорхе Алберто Болањос | Омар                                   |
| Сокоро Бониља         | Мерседес                               |
| Хесус Карус           | Били                                   |
| Хуан Анхел Еспарза    | Габријел                               |
| Рикардо Бранада       | Гарабато                               |
| Лорин Куака           | Вероника                               |
| Иван Пениче           | Тони                                   |
| Хаиме Пуга            | Касимиро                               |
| Маурисио де Монтељано | Реј                                    |
| Антонио Медељин       |                                        |
| Ана Софија Дуран      |                                        |